# Substack
Substack ist eine US-amerikanische Website, auf der Autoren Newsletter und multimediale Inhalte innerhalb eines Abonnements anbieten können. Daneben bietet sie Publishing-, Zahlungs-, Analyse- und Design-Infrastruktur an. Substack versteht sich als Plattform für Autoren, die ihre Arbeit und ihr Publikum in eigenen Händen halten wollen, ohne den Risiken durch Werbekunden oder politische Entscheidungen ausgesetzt zu sein. Der Onlinedienst wurde 2017 gegründet und wird seither von dem Unternehmen Substack, Inc. betrieben. Der Hauptsitz ist in San Francisco.

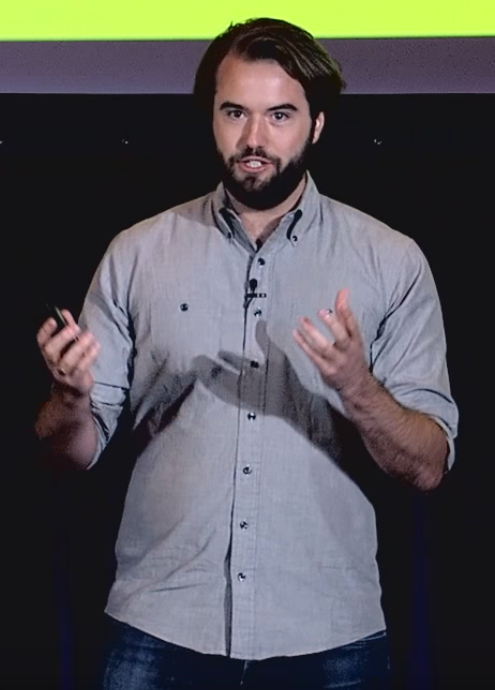
Chris Best, 2015

## Geschichte
Substack wurde 2017 von Chris Best, Hamish McKenzie und Jairaj Sethi gegründet. Die Gründer wandten sich zunächst an einen kleinen Pool von Autoren. Bill Bishop war einer der ersten, der mit „Sinocism“ einen Newsletter auf Substack erstellte.
Der Name Substack ist ein Kunstwort, das sich aus sub (für engl. Subscription «Abonnement») und stack („Stapel“ oder „Schicht“) zusammensetzt. Stack könnte auf den „Stapel“ von Dienstleistungen hinweisen, die Substack den Autoren bietet (Newsletter-Management, Abrechnungssysteme etc.).
Im Dezember 2024 lag Substack gemäß dem Analyseunternehmen Similarweb auf Platz 26 der meistbesuchten Nachrichtenseiten der Welt und verzeichnete im Laufe des Monats 95 Millionen Besuche. Das ist ein Anstieg von 40 Prozent gegenüber dem Vorjahr. Im Dezember 2024 gab Substack-Mitbegründer Hamish McKenzie bekannt, dass der Dienst die Marke von 4 Millionen bezahlten Abonnements überschritten habe.
Im Oktober 2024 wechselten die Moderatorinnen des Podcasts „Pantsuit Politics“, Sarah Stewart Holland und Beth Silvers, im Rahmen eines Substack Pilotprogramms für Multimedia-Autoren (Podcaster, YouTuber, TikToker) mit hohen finanziellen Garantien von Patreon zu Substack. Nach diesem und anderen erfolgreichen Wechseln kündigte das Unternehmen Ende Januar 2025 den Start seines Substack Creator Accelerator Fund an: Mit insgesamt 20 Millionen Dollar will Substack den Umstieg von Multimedia-Autoren erleichtern und sie finanziell absichern. Zusätzlich erhalten die Teilnehmer strategische Beratung sowie frühzeitigen Zugang zu neuen Funktionen. Gemäß der Ausschreibung wird Substack aber vor allem Multimedia-Autoren aus den USA unterstützen. Autoren aus Europa, Asien, Afrika, Südamerika und Australien gehen leer aus, ebenso schreibende Autoren – was von vielen Substack-Autoren kritisiert wurde.
Im März 2025 gab Substack bekannt, dass die Marke von 5 Millionen bezahlten Abonnements überschritten wurde.
Ende März 2025 startete eine Koalition der größten demokratischen Basisgruppen in den USA den Substack-Newsletter „How We Fight Back“ als Widerstand gegen die Agenda von Präsident Donald Trump. „How We Fight Back“ sammelt und publiziert politische Analysen und Anweisungen, wie US-Bürger direkt gegen Trump, Elon Musk und die Republikaner vorgehen können.

### Ausbau der Dienste
2019 hat Substack Podcasts und Diskussionsforen für Newsletter-Abonnenten hinzugefügt.
2021 zahlte Substack mit dem Programm Substack Pro erstmals Vorschüsse in sechsstelliger Höhe für etablierte Autoren. Der Journalist Matthew Yglesias erhielt einen Vorschuss von 250.000 Dollar, um seinen Newsletter „Slow Boring“ zu starten., was Debatten über die Nachhaltigkeit und Fairness gegenüber kleineren Autoren auslöste.
2022 wurden Videos eingeführt.
Im April 2023 führte Substack eine Notes-Funktion ein, die es den Nutzern ermöglicht, kurze Inhalte zu veröffentlichen und zu posten. Diese Mikroblogging-Funktion wurde mit Twitter verglichen, und viele Medien sahen darin eine Reaktion auf die Veränderungen bei Twitter unter der Leitung von Elon Musk. Die Einführung von Substack Notes führte zu Kritik von Musk, und Twitter begann, Links zu Substack auf seiner Plattform zu zensieren.
Seit Februar 2025 können Video-Ersteller ihre Videos in Substack direkt über die App veröffentlichen und monetarisieren. Seit 2022 konnten Videos in Notes geteilt werden, dem Twitter-ähnlichen Feed von Substack – die Notes-Funktion unterstützt aber keine Paywall. Diese Änderungen sind Teil der Bemühungen von Substack, TikTok-Ersteller für sich zu gewinnen.

### Finanzierung
Zwischen 2017 und 2024 hat Substack sieben Finanzierungsrunden mit insgesamt über 15 Investoren durchgeführt, die einen Betrag von über 100 Millionen US-Dollar ergaben.
Seed-Finanzierung (Mai 2018)
Kapital: 2 Millionen US-Dollar
Investoren: Zhen Fund, Emmett Shear und weitere
Series A (Juli 2019)
Kapital: 15,3 Millionen US-Dollar
Hauptinvestor: Andreessen Horowitz
Series B (März 2021)
Kapital: 65 Millionen US-Dollar
Hauptinvestor: Andreessen Horowitz
Erweiterte Series B (März 2023)
Kapital: 5 Millionen US-Dollar
Plattform: Crowdfunding über WeFunder
Series B - II (Mai 2023)
Kapital: 3,29 Millionen US-Dollar
Investoren: Andreessen Horowitz, J17 Capital
Weitere Finanzierungsrunde (November 2024)
Kapital: 10 Millionen US-Dollar
Investoren: Mark Pincus (Gründer von Zynga), Haroon Mokhtarzada (Gründer von Truebill und CEO von Rocket Money), Naval Ravikant (Mitbegründer von AngelList), Nate Silver (Gründer von FiveThirtyEight)
Series C (Juli 2025)
Substack hat eine Series‑C‑Finanzierung über 100 Millionen US-Dollar abgeschlossen, geführt von den Risikokapitalgesellschaften BOND Capital und The Chernin Group.
Seit der Gründung 2017 hat Substack insgesamt 200 Millionen US-Dollar an Fremdkapital aufgenommen.
Das Unternehmen wird nun (Stand: Juli 2025) mit 1,1 Milliarden US-Dollar bewertet und hat damit offiziell den Unicorn-Status erreicht.

## Charakterisierung des Dienstes
Die Newsletter auf Substack haben Ähnlichkeiten mit einem Blog, ihre Autoren sind Medienunternehmen, Journalisten, Experten oder auch reine Privatpersonen. Die Themen reichen von Sport über Kultur bis zu Politik und verschiedenen Nischenthemen. Inzwischen ist eine große Anzahl unabhängiger Journalisten auf der Plattform aktiv, was zum Teil auf den Rückgang der traditionellen Medien zurückzuführen ist.

### Abonnement-Modell
Die Autoren können entscheiden, ob das Abonnement ihres Newsletters kostenlos oder kostenpflichtig sein soll. Bei einem kostenpflichtigen Abonnement können einzelne Beiträge kostenlos zugänglich gemacht werden.
„Newsletter Circle“ hat im Mai 2024 die Daten von 74.858 Substack-Newslettern abgerufen, die öffentlich zugänglich sind, und sie unter anderem auf ihre Abonnementsstruktur analysiert: 50 Prozent der aktiven Substack-Newsletter arbeiten mit einem kostenpflichtigen Paid-Abonnement.
Seit 2020 beträgt die Mindestgebühr für ein Paid-Abonnement 5 US-Dollar/Monat oder 30 US-Dollar/Jahr, wovon Substack in der Regel eine Gebühr von zehn Prozent einbehält. Gemäß „Newsletter Circle“ beträgt der durchschnittliche Abonnementspreis 10 US-Dollar/Monat oder 96 US-Dollar/Jahr.
Die Zahlungen werden auf der Website selbst mithilfe des Zahlungsdienstes Stripe abgewickelt. Dieser erhebt eine Gebühr von 2,9 Prozent plus 0,30 US-Dollar pro Transaktion.
Gemäß Substack erzielen (Stand Dezember 2024) mehr als 50.000 Publikationen mit Substack einen Verdienst. „Die Top 10 Publisher verdienen zusammen mehr als 40 Millionen US-Dollar pro Jahr. In den Kategorien Politik und Nachrichten verdienen mehr als 30 Publikationen mindestens 1 Million US-Dollar pro Jahr.“
Gemäß der Analyse von „Newsletter Circle“ im Mai 2024 „sind gleichzeitig 45 Prozent der Substack-Newsletter inaktiv“.
Substack erzielt keine Einnahmen aus Anzeigen, die von den Autoren in deren Newslettern geschaltet werden.

### Publikationsfrequenz
„Newsletter Circle“ hat auch die Publikationshäufigkeit der Substack-Newsletter analysiert. Die monatliche Veröffentlichung ist die beliebteste Häufigkeit (24 %), gefolgt von wöchentlichen Newslettern (21 %). Nur 3 % der Newsletter werden täglich veröffentlicht.
- 24 % Monatlich
- 21 % Wöchentlich
- 14 % zwei Mal pro Woche
- 13 % mehrmals pro Woche
- 8 % zwei Mal pro Monat
- 3 % Täglich
- 17 % Erster Post oder andere Kadenz

## Technik
Substack kombiniert bewährte Technologien, um eine benutzerfreundliche und skalierbare Plattform für Autoren und Abonnenten bereitzustellen. Die Wahl der Technologien orientiert sich an einer Mischung aus Effizienz, Sicherheit und einfacher Handhabung.
Die Inhalte können von den Autoren in Markdown-Format erstellt werden, das in HTML konvertiert wird. Für die Gestaltung der Benutzeroberfläche verwendet Substack mit React.js ein populäres JavaScript-Framework.
Für den Versand der Newsletter in hoher Stückzahl nutzt Substack Dienste wie Amazon SES (Simple Email Service).
Die aus den Newslettern generierten Websites sind unter anderem mit klaren URLs, Metadaten und strukturierter Datenunterstützung für Suchmaschinen SEO-optimiert.
Für die Abwicklung von bezahlten Abonnements und Zahlungen setzt Substack auf Stripe, eine führende Plattform für Online-Zahlungen.

## Datenschutz
Einige Kritiker weisen darauf hin, dass Substack nicht vollständig mit der Datenschutz-Grundverordnung (DSGVO) der Europäischen Union konform ist. So seien nicht alle eingebundenen Dienstleister für das neue Trans-Atlantic Data Privacy Framework (TADPF) zertifiziert. Gemäß Substack hat das Unternehmen Maßnahmen zur Einhaltung der DSGVO ergriffen, wie die Bereitstellung von Datenverarbeitungsvereinbarungen und Sicherheitsprotokollen.

## Nutzung und Verbreitung
Substack gab bis Ende 2024 keine Nutzerzahlen heraus. In einem Brief an die Investoren erklärten die Gründer Ende Dezember 2024 erstmals offiziell, Substack habe „heute mehr als 4 Millionen bezahlte Abonnements und insgesamt mehrere 10 Millionen aktive Abonnenten im gesamten Netzwerk“.
Gemäß verschiedenen Quellen entwickelte sich der Dienst seit der Gründung 2017 wie folgt:
| Jahr       | Abonnenten   | zahlende Abonnenten |
| ---------- | ------------ | ------------------- |
| 2018 Juli  | unbekannt    | 11.000              |
| 2019 April | unbekannt    | 40.000              |
| 2020 Dez.  | unbekannt    | 250.000             |
| 2021 Nov.  | 1 Million    | unbekannt           |
| 2024 Mai   | 35 Millionen | 3,5 Millionen       |
| 2024 Nov.  | 40 Millionen | 4 Millionen         |

### Sprachversionen
Gemäß „Newsletter Circle“ werden 87,2 Prozent der Substack-Newsletter in englischer Sprache geschrieben, nur 0,5 % in deutscher Sprache.
- 87,2 % Englisch
- 2,4 % Portugiesisch
- 2,1 % Spanisch
- 1,6 % Französisch
- 1,5 % Italienisch
- 0,5 % Deutsch
- 4,7 % Andere

### Reichweitenstärkste Newsletter
Substack zeigt die Abonnentenzahl nur auf den Landing Pages von Newslettern mit über 1.000 Abonnenten an. Von den Newslettern über 1.000 Abonnenten hat „Newsletter Circle“ folgende Zahlen für Paid- und Free-Abonnements ermittelt:
- 51 % 1.000–2.500 Abonnenten
- 16 % 2.500–5.000 Abonnenten
- 15 % 5.000–10.000 Abonnenten
- 9 % 10.000–20.000 Abonnenten
- 6 % 20.000–50.000 Abonnenten
- 2 % 50.000–100.000 Abonnenten
- 1 % 100.000 Abonnenten und mehr

Erfolgreiche Newsletter kennzeichnet Substack mit einem farbigen Badge:
- Violetter Badge: über 10.000 zahlenden Abonnenten
- Oranger Badge: über 1.000 zahlende Abonnenten
- Weisser Badge: über 100 zahlende Abonnenten

### Reichweitenstärkste Autoren international
Substack wird (Stand: 2025) von englischsprachigen Autoren geprägt, die grösstenteils aus den USA stammen. Deren häufigste Themen sind die US-amerikanische Politik, Technologie und Kultur. Die 10 einflussreichsten Substack-Influencer in den USA im Jahr 2025 sind gemäss der Favikon-Plattform:
| Newsletter                 | Autor                          | Abonnenten (Free und Paid) | Thema                                                                                    |
| -------------------------- | ------------------------------ | -------------------------- | ---------------------------------------------------------------------------------------- |
| „Letters from an American“ | Heather Cox Richardson         | 2,6 Millionen              | Zusammenhänge und Auswirkungen der US-Politik                                            |
| „American Ambition“        | Marc Cenedella                 | 2,3 Millionen              | Karriere-Beratung                                                                        |
| „Lenny's Newsletter“       | Lenny Rachitsky                | 1,1 Millionen              | Tech- und Startup-Branche neu mit Fokus auf KI                                           |
| „The Truth About Cancer“   | Ty and Charlene Bollinger      | 1,1 Millionen              | Christlich-fundamentalistische alternative Gesundheitsthemen                             |
| „Robert Reich“             | Robert Reich                   | 1,0 Millionen              | Ökonomie mit Fokus auf wirtschaftliche Gleichheit und soziale Gerechtigkeit              |
| „Eltoro Market Insights“   | Harry Colt                     | 950.000                    | Finanzwissen mit dem Ziel, den Vermögensaufbau zu demokratisieren                        |
| „The Bulwark“              | Sarah Longwell                 | 846.000                    | Politische Kommentare und Analysen häufig zu Fragen der Korruption und Regierungsführung |
| „Michael Moore“            | Michael Moore                  | 839.000                    | Soziale Gerechtigkeit, Demokratie und bürgerschaftliches Engagement                      |
| „Meidas+“                  | Ben, Brett, and Jordy Meiselas | 769.000                    | Aktuelle Nachrichten, Politik und Rechte                                                 |
| „Homeward“                 | Amanda Hesser                  | 686.000                    | Content-Strategien                                                                       |

Zu den bekannten internationalen Autoren auf der Plattform gehören seit Beginn die Journalisten Glenn Greenwald, Seymour Hersh, Matt Taibbi und Bari Weiss sowie die Autoren Salman Rushdie und Chuck Palahniuk.
2024 neu dazugekommen sind Autoren wie Mehdi Hasan, Miranda July, Paul Krugman, Sam Harris, Yotam Ottolenghi, Tina Brown, Van Jones, Jameela Jamil, Meghan McCain und James Patterson.
2025 neu dazugekommen sind Autoren wie Jennifer Rubin (Ex-Washington Post) mit ihrem Newsletter „The Contrarian“ und Jim Acosta (Ex-CNN) mit dem Newsletter „The Jim Acosta Show“.

### Reichweitenstärkste Autoren in den DACH-Ländern
Substack veröffentlicht mit Ausnahme der Top-Autoren keine Abonnentenzahlen der einzelnen Newsletter. Und für die Substack-eigene Website „Explore Substack in Germany / Austria / Switzerland“ werden nicht die Zahl der Abonnenten, sondern die Einnahmen der Newsletter gezählt. Demzufolge gehören zu den Top-Verdienern in den deutschsprachigen Ländern vor allem englischsprachige Newsletter zu den Themen Aktien, Crypto-Markt und anderen Investments. Deren Abonnementspreis geht bis 500 Euro pro Jahr.
Gemäß Angaben auf deren Substack-Websites gehören (ohne Anspruch auf Vollständigkeit) zu den erfolgreichen deutschsprachigen Newsletter-Autoren:
| Newsletter                  | Autor                   | Abonnenten (Free und Paid) | Thema                                |
| --------------------------- | ----------------------- | -------------------------- | ------------------------------------ |
| „Geld für die Welt“         | Maurice Höfgen          | über 19.000                | Wirtschafts-Newsletter               |
| „TextHacks“                 | Anne-Kathrin Gerstlauer | über 13.000                | Tipps zum Schreiben                  |
| „Der Stilberater“           | Justus Hansen           | über 6.000                 | Mode und Stilberatung                |
| „Gruss aus der Küche“       | Tobias Müller           | über 4.900                 | Rezepte, Einkaufs- und Lokaltips     |
| „Zeitsprung“                | Leo Dihlmann            | über 4.000                 | Historische Einblicke                |
| „How to story“              | Carline Mohr            | über 3.800                 | Kommunikationsberatung               |
| „der üüberblick“            | Ann-Kathrin Büüsker     | über 3.000                 | Politik, Klima und Wirtschaft        |
| „Zohnerarts“                | Markus Zohner           | über 3.000                 | Theater, Literatur und Gesellschaft  |
| „Heisse Himbeeren“          | Annelie Ulrich          | über 3.000                 | Rezepte, internationales Soulfood    |
| „Viel Butter, viel lecker.“ | Jesko zu Dohna          | über 2.500                 | Restaurants, Rezepte und Geschichten |
| „Weiterdenken“              | Svenja Hofert           | über 3.500                 | Psychologie der Veränderung          |

## Missbrauch und Spamming
Am 30. Dezember 2024 meldete Substack seinen Autoren: „Wir gehen Berichten über vermehrte nicht authentische Anmeldungen nach. Sie werden möglicherweise einen starken Rückgang der Zahl der kostenlosen Abonnenten feststellen, da wir Konten entfernen, die gegen unsere AGB verstossen.“
„Nicht authentische Anmeldungen“ dürften in diesem Fall sogenannte Fake-Accounts sein, die erstellt wurden, um die Abonnentenzahlen künstlich zu erhöhen oder andere manipulative Zwecke zu verfolgen.

## Rezeption
Der deutsche Branchendienst Meedia berichtete im Mai 2020 über den Start des Newsletter-Angebots von Steady, einem deutschen Pendant zu Substack, und verglich die Provisionsmodelle der beiden Plattformen.
Der deutsche Branchendienst Kress pro beschrieb im Februar 2021 den Trend bezahlter Newsletter in den USA und stellte Substack als marktführende Plattform vor, die Zahlungen von damals über 250.000 Abonnenten abwickelt.
Die überregionale deutsche Tageszeitung taz beschrieb im März 2021 neue Journalismus-Modelle und erwähnte Substack als Unternehmen, das es Autoren ermöglicht, Bezahl-Newsletter zu versenden.
Der New Yorker schrieb im Juni 2021, die Plattform sei schwer zu kategorisieren und bewege sich zwischen Social Media, Software-Unternehmen und Medienhaus. Obwohl Substack sich als neue Heimat des Journalismus verstehe, enthalte die Plattform wenig investigative Reportagen, sondern zumeist Analysen und persönliche Kommentare.
Nach einem Meinungsartikel der New York Times („Gefährden Newsletter von Substack die Demokratie?“) erklärte Substack-Autor Matt Taibbi, Medien wie die New York Times müssten sich selbst fragen, ob sie die Mächtigen kontrollierten oder inzwischen deren Kontrollorgane seien.
Die überregionale Schweizer Tageszeitung Neue Zürcher Zeitung NZZ beschrieb im August 2021, wie Substack den amerikanischen Medienbetrieb aufmischt.
Das Schweizer Magazin für Medien, Journalismus, Kommunikation & Marketing Medienwoche fragte im November 2021, ob Substack zur Plattform für freischwebende Radikale wird – und meinte damit impfkritische Autoren.
Die deutsche Plattform für die digitale Wirtschaftswelt OMR analysierte im Juli 2024 den Start von Substack in den deutschsprachigen Ländern und sprach mit Andreas Laux, dem Head of Writer Partnerships DACH, über die Strategie und erfolgreiche Newsletter auf der Plattform.

## Kritik
Im Jahr 2020 begannen Social-Media-Plattformen wie Twitter, Facebook und YouTube damit, Konten einzuschränken oder zu entfernen, die Fehlinformationen oder damals nicht den offiziellen Verlautbarungen entsprechende Angaben über die COVID-19-Pandemie und Verschwörungstheorien zu der Präsidentschaftswahl in den Vereinigten Staaten 2020 verbreiten, was gegen die Inhaltsrichtlinien dieser Plattformen verstößt. Einige betroffene Autoren wechselten deshalb von diesen Plattformen zu Substack.
Daraufhin wurde Substack kritisiert, die Hauptkritikpunkte waren:
- Verbreitung von Fehlinformationen: Substack habe Autoren eine Plattform geboten, die wissenschaftlich widerlegte Behauptungen von Impfgegnern und Verschwörungstheorien zur US-Präsidentschaftswahl 2020 verbreiteten.[41]
- Mangelnde Inhaltsmoderation: Substack habe nur unzureichende Maßnahmen gegen die Verbreitung von Desinformation ergriffen, was das Vertrauen in die Plattform untergrabe.
- Fehlende Transparenz bei Richtlinien: Substack mache nicht transparent, welche Inhalte die Plattform erlaube oder verbiete, was zu Unsicherheit über die Grenzen der Meinungsfreiheit auf der Plattform führe.

Substack antwortete auf diese Kritik, dass sich das Unternehmen der Meinungsfreiheit verpflichtet fühle und Autoren eine Plattform biete, um ihre Ansichten frei zu äußern, solange sie nicht gegen gesetzliche Bestimmungen verstoßen.
Einige Autoren auf Substack argumentierten, dass es wichtig sei, auch kontroverse Meinungen zuzulassen, um eine vielfältige Debatte zu fördern. Zu diesen Autoren gehörten die Journalisten Glenn Greenwald, Matt Taibbi und Bari Weiss. Sie betonten, dass das Zulassen unterschiedlicher Perspektiven essenziell für eine lebendige Debattenkultur sei und die Leser selbst entscheiden sollten, welchen Informationen sie vertrauen.
Die Debatte um Substack spiegelt ein größeres Spannungsfeld wider zwischen dem Schutz der Meinungsfreiheit und der Verantwortung, die Verbreitung von Fehlinformationen zu verhindern.

### Englischsprachige Literatur
- Karen Cherry: (12/2024) How to Make Money with Substack: Unlock the Power of Subscription Newsletters, 98 Seiten / Kindle-Ausgabe – Independently published, ISBN 979-8-30225870-0